# Мечеть Рустема-паші
Мечеть Рустема-паші (тур. Rüstem Paşa Camii) — мечеть османської доби в Стамбулі, розташована в історичному районі Фатіх. Була споруджена в 1563 році османським архітектором Сінаном. Названа на честь великого візира Рустема-паші, що був чоловіком Міхрімах — доньки султана Сулеймана Пишного та Роксолани.
Мечеть була побудована на високій терасі над комплексом магазинів, орендна плата яких була призначена для фінансової підтримки мечеті. Вузькі, закручені внутрішні походи ступенів по кутах дають доступ до просторого подвір'я. У мечеті є подвійний ґанок з п'ятьма куполовими бухтами, з яких висувається глибокий і низький дах, підтримуваний рядом колон. Мечеть Рюстем-паші славиться своєю керамікою Ізніка. Жодна інша мечеть не використовує такого пишного використання кераміки.

## Галерея

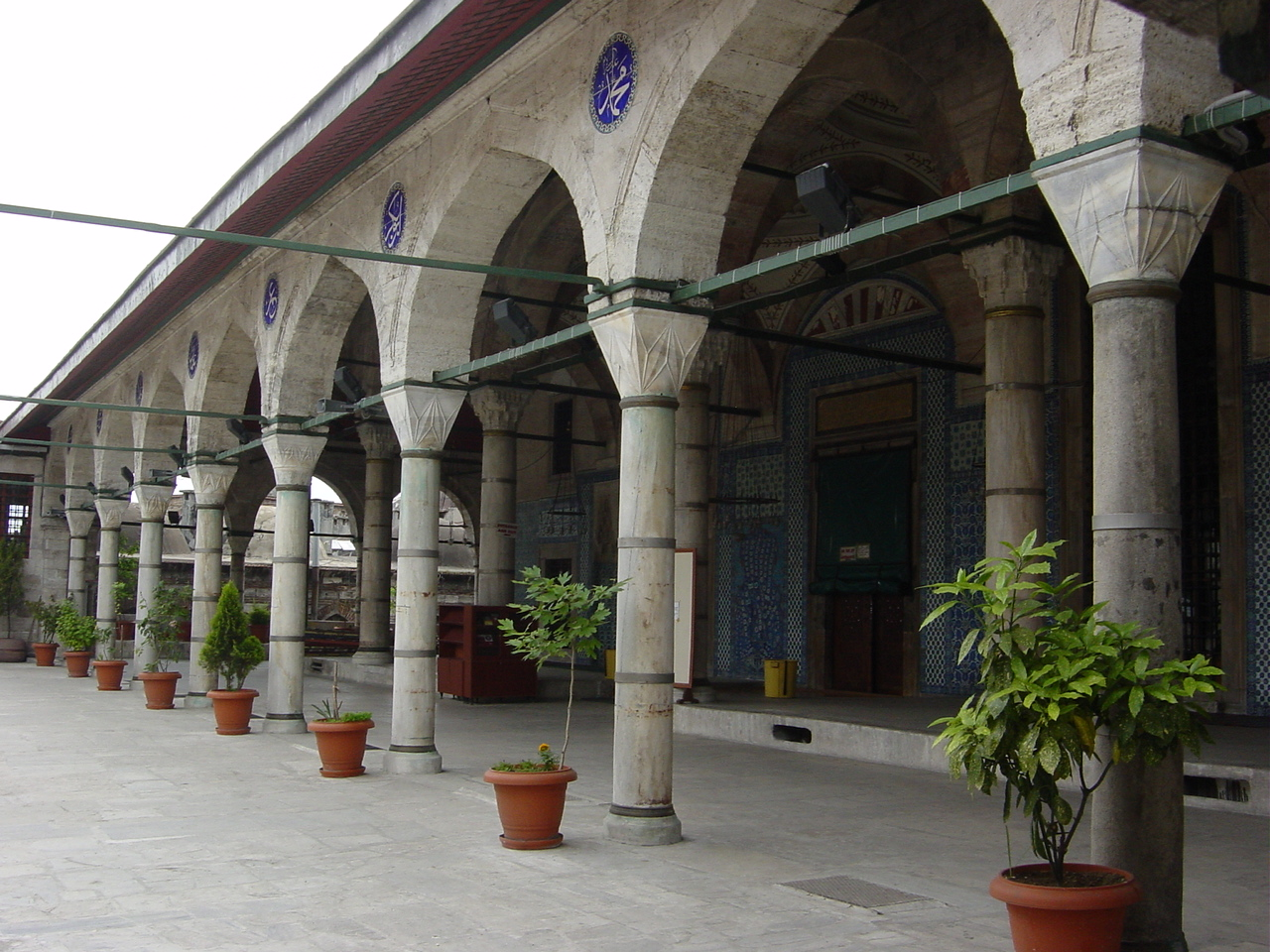
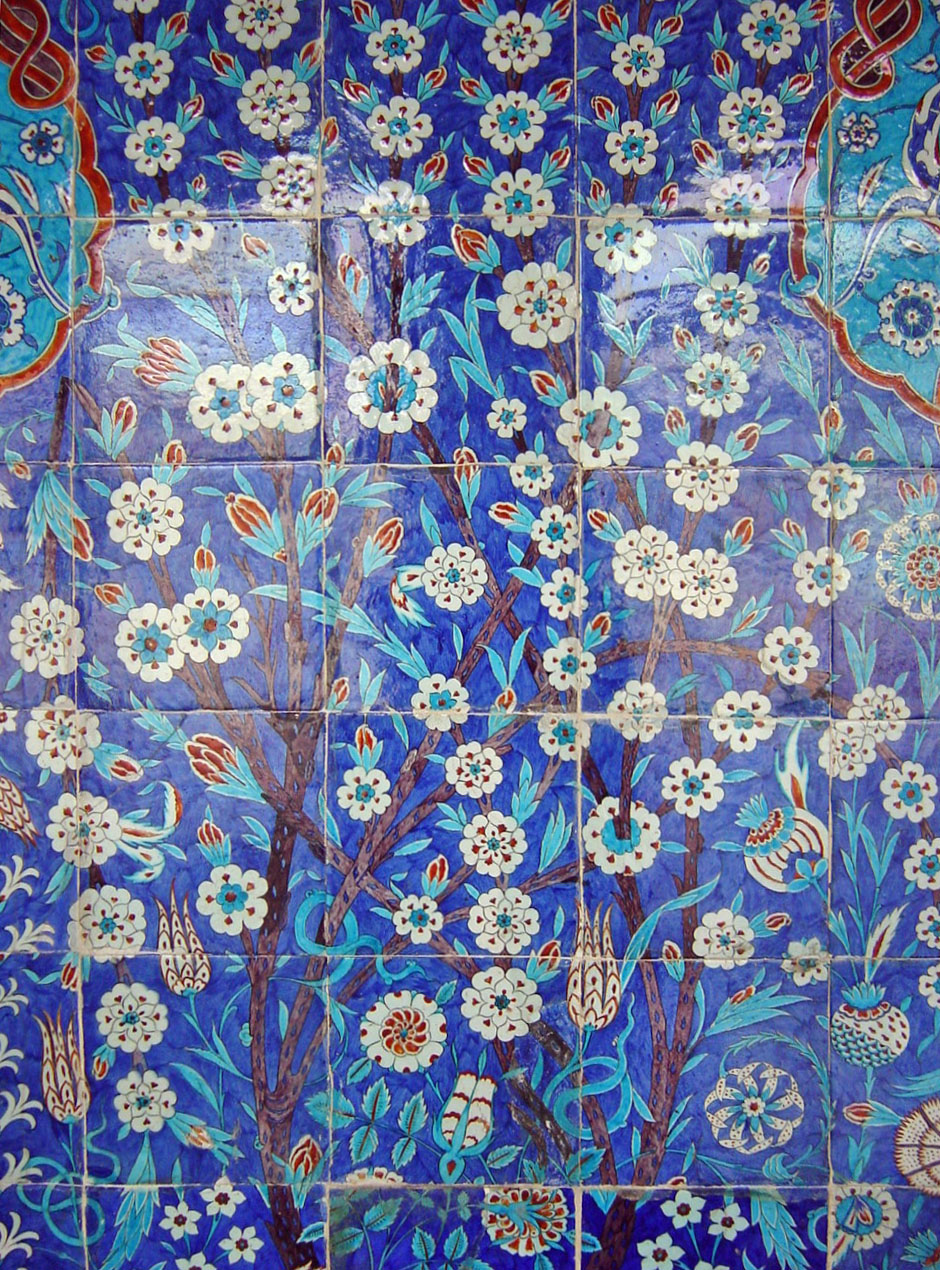
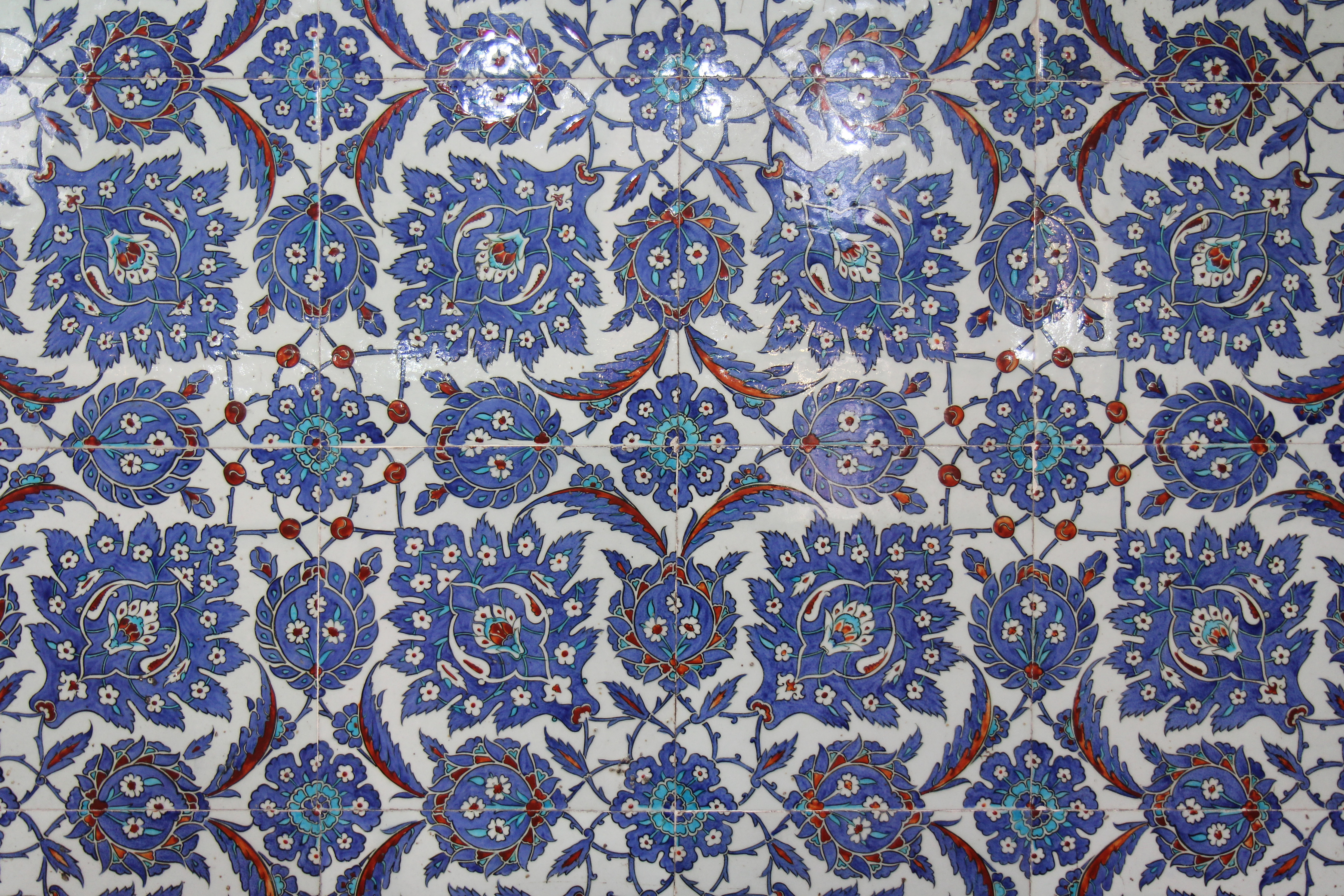
Iznik tiles
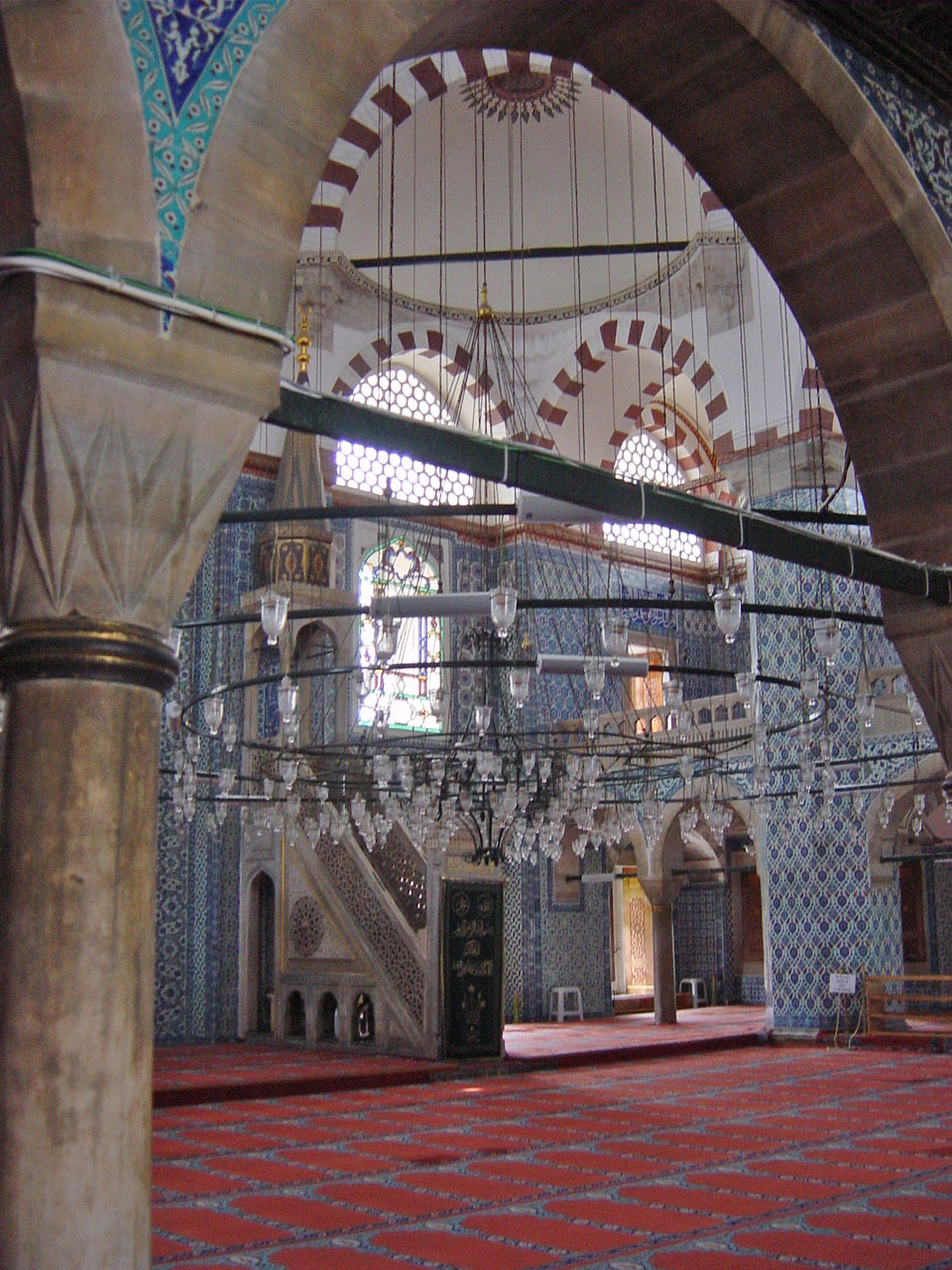
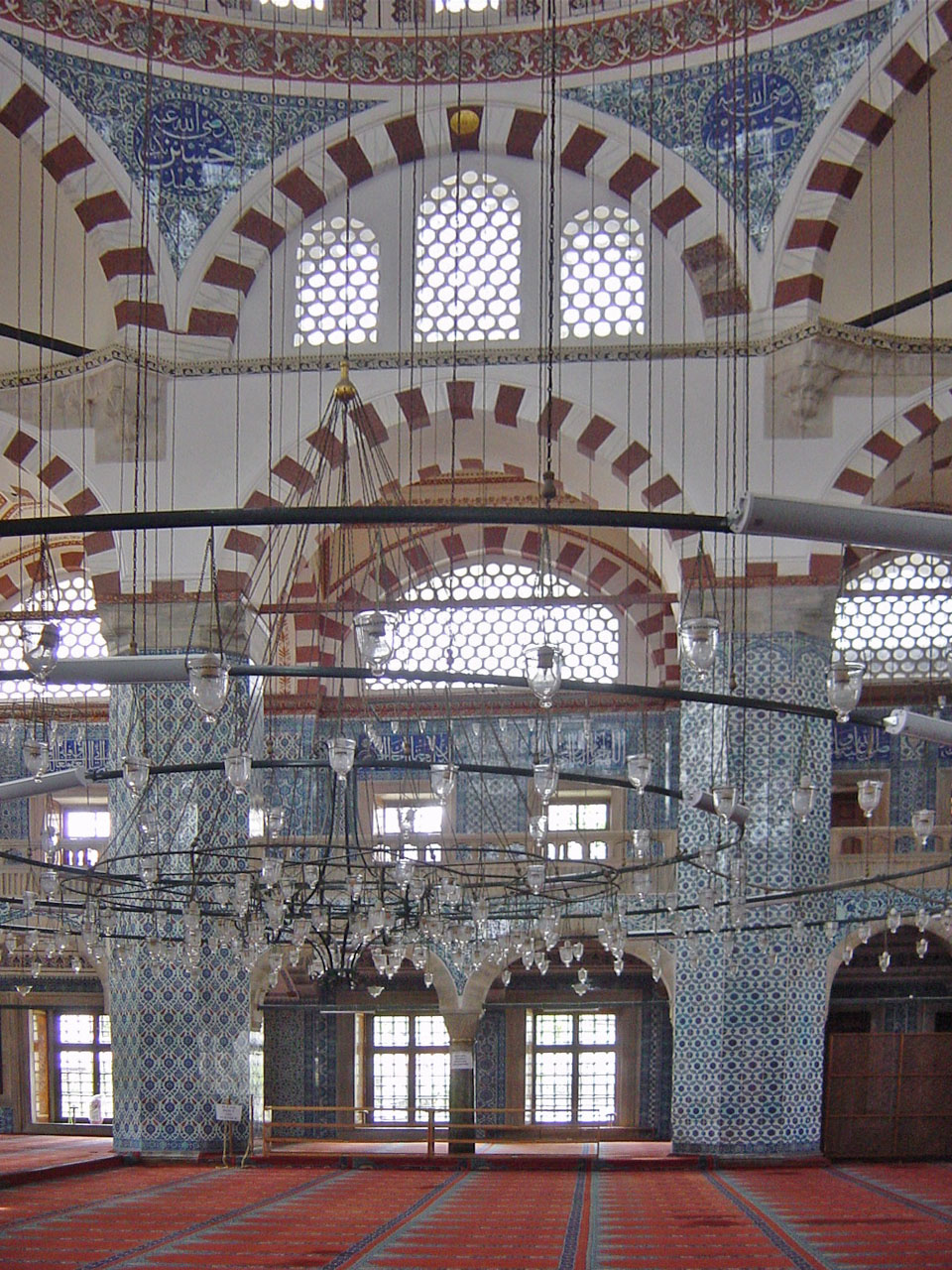
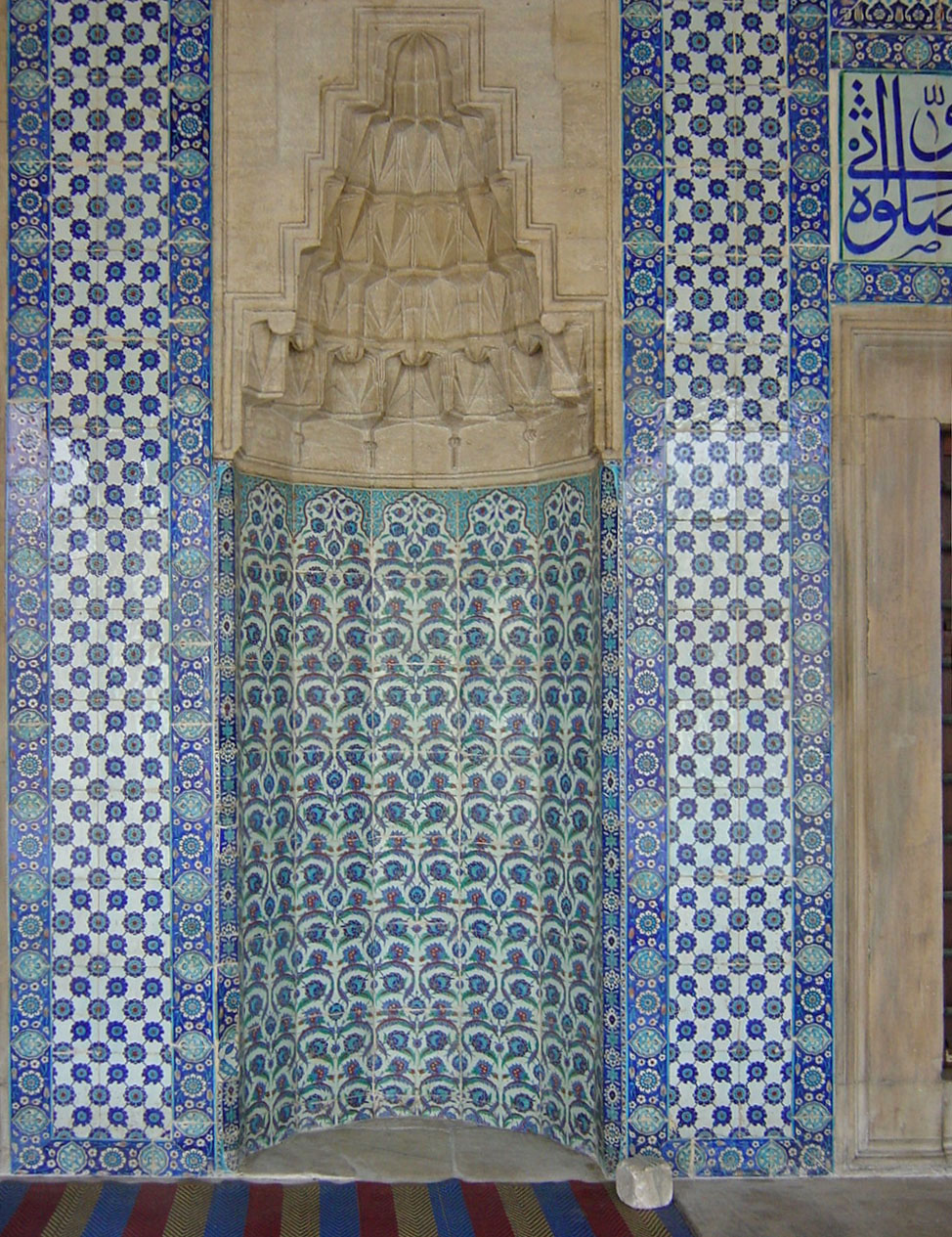
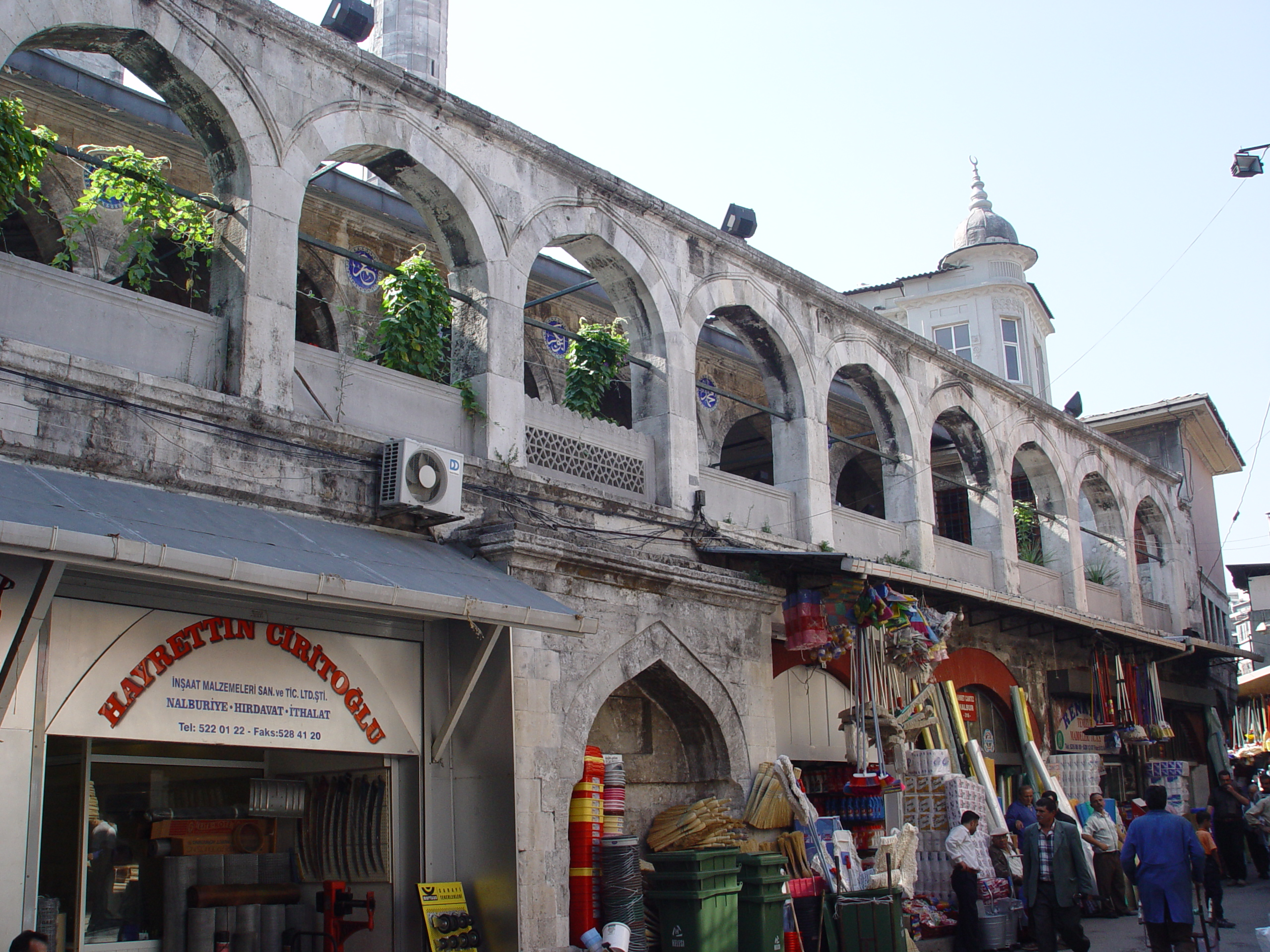
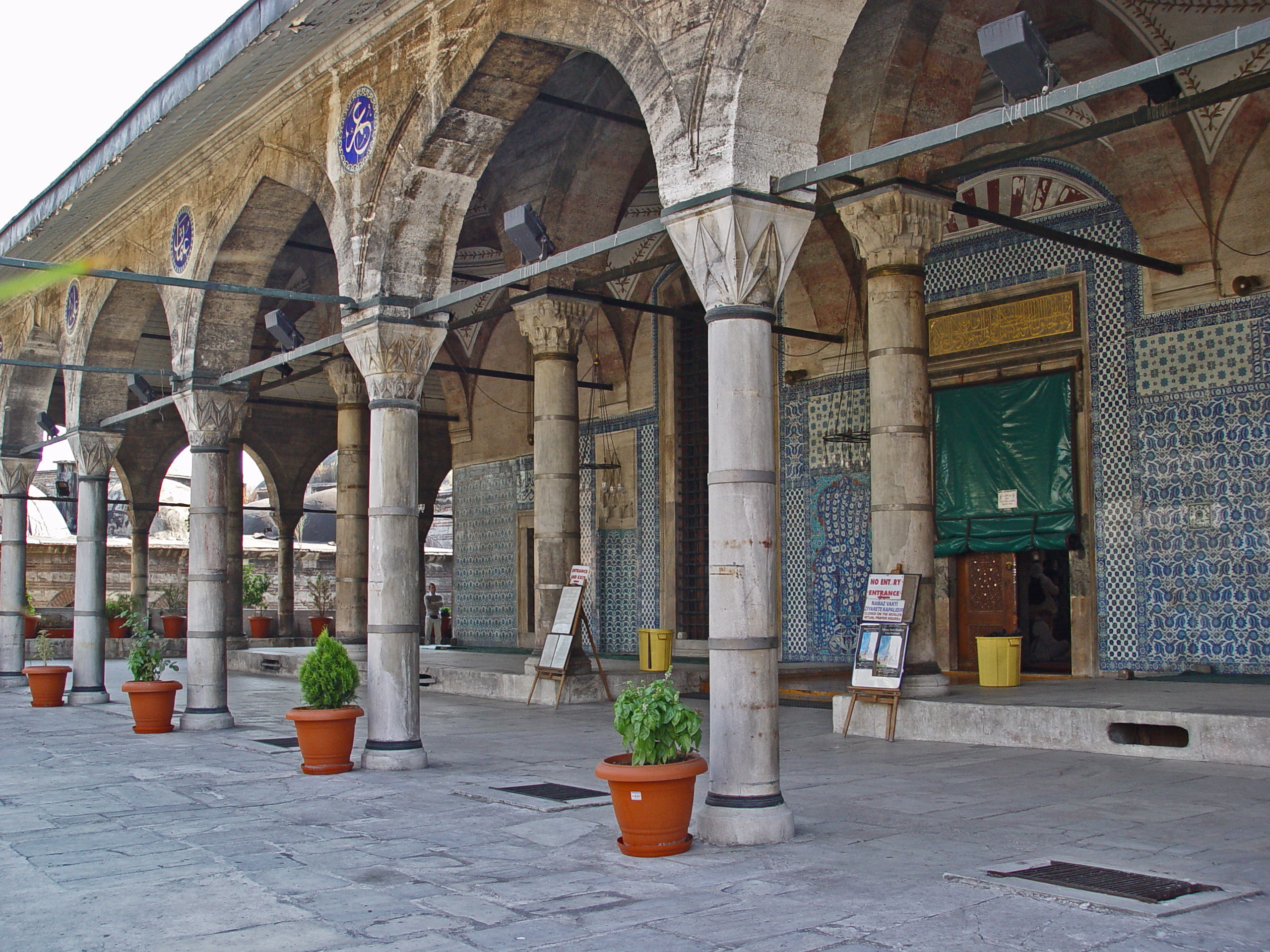
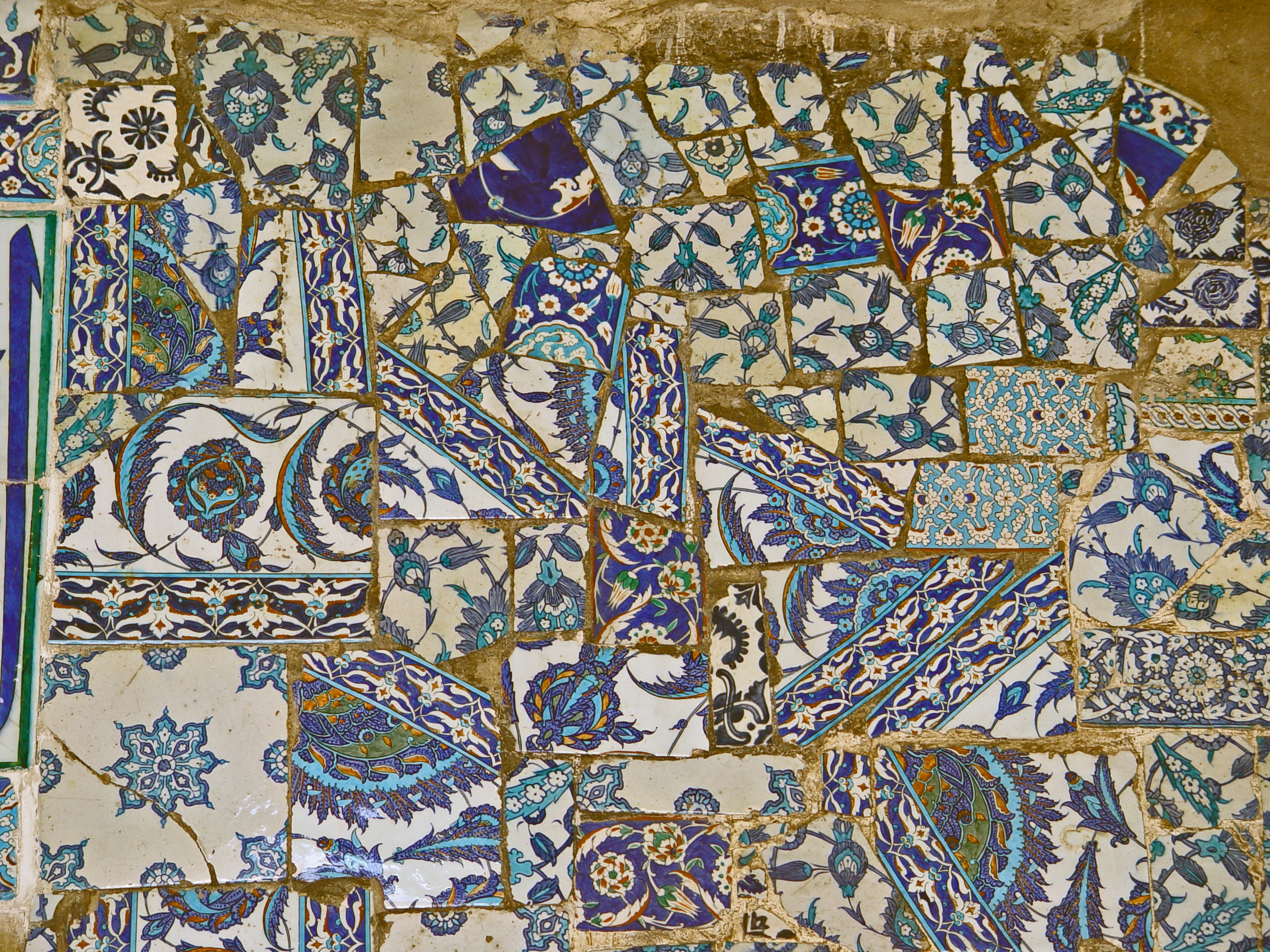
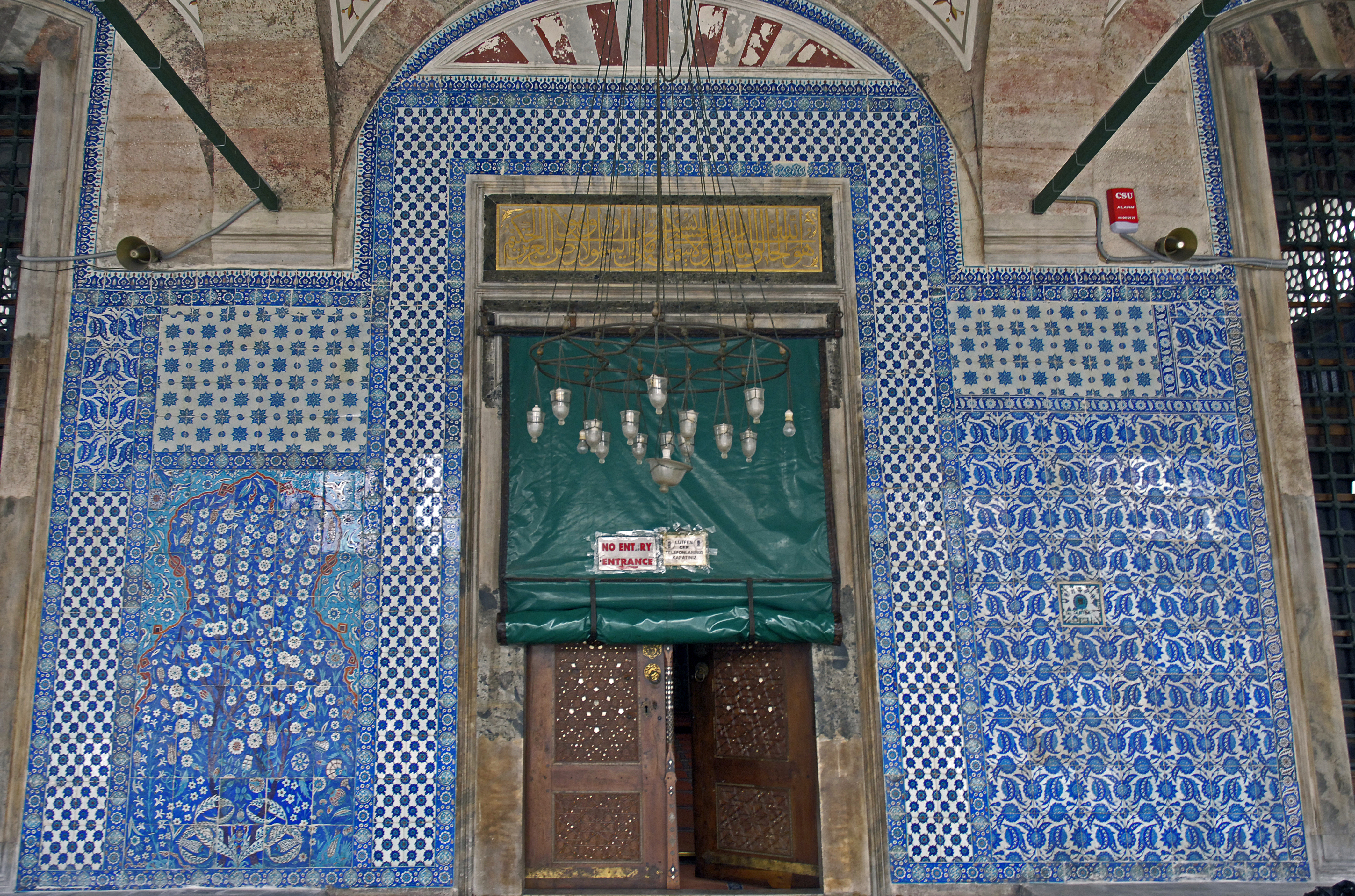
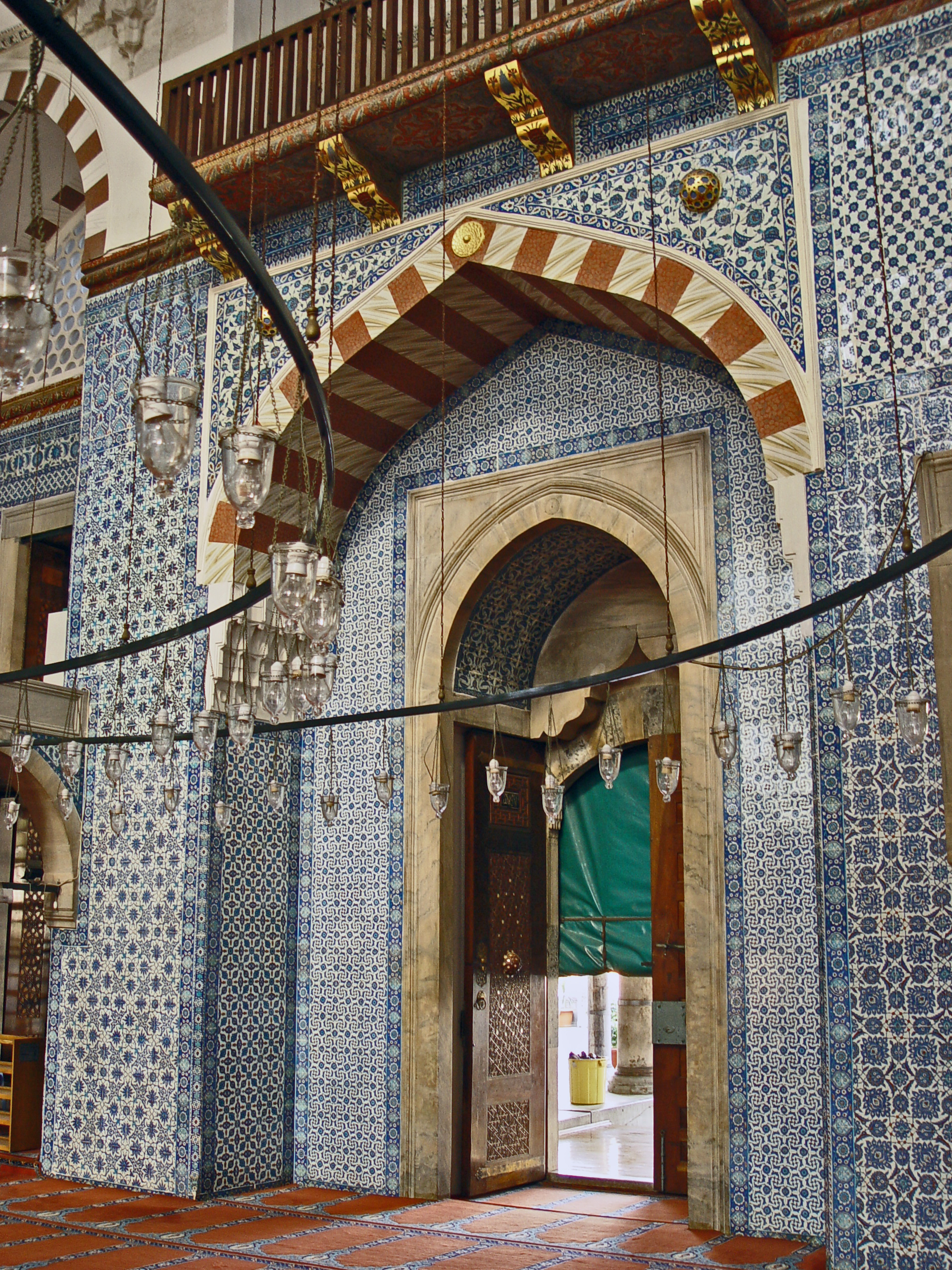
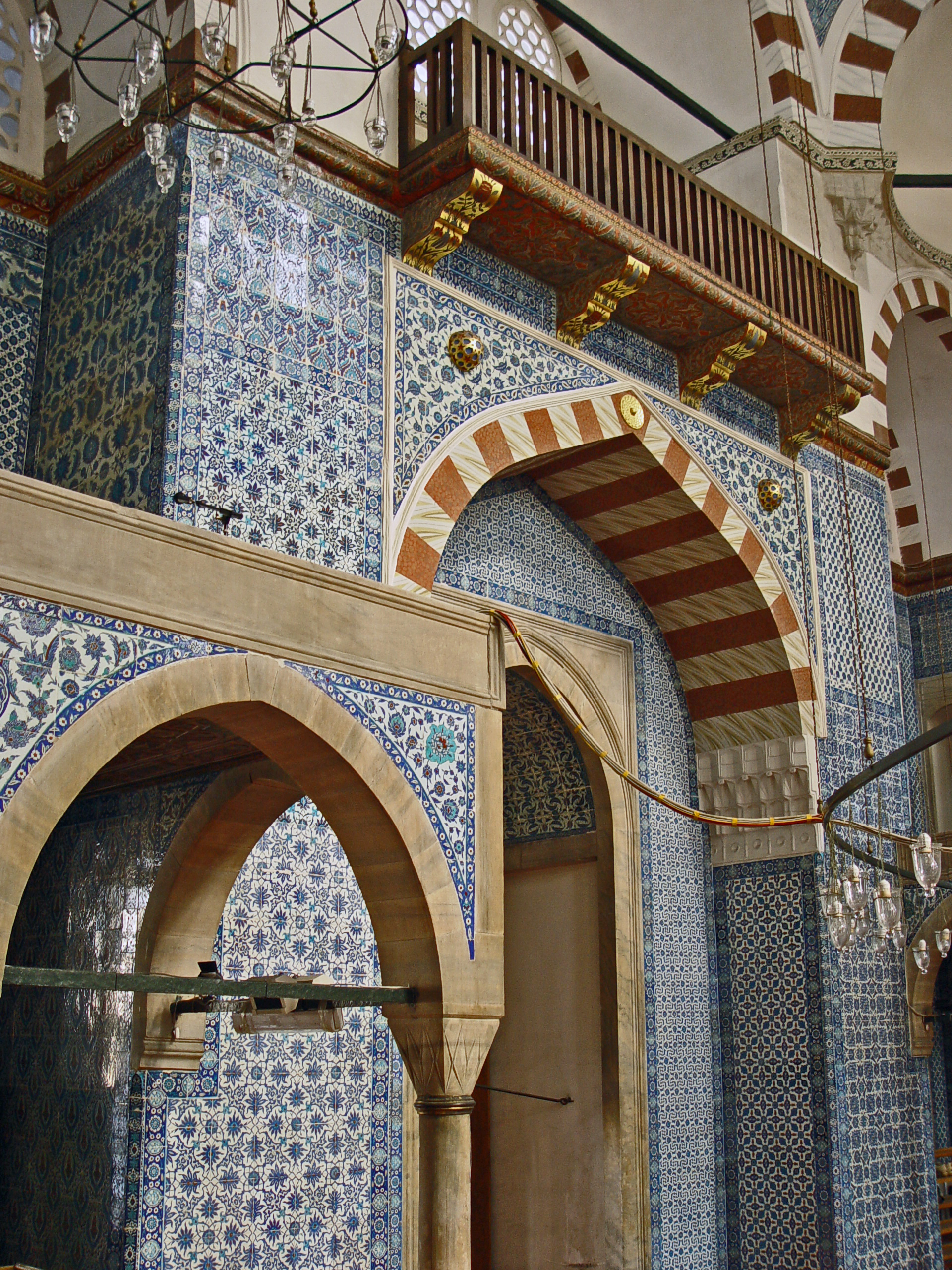
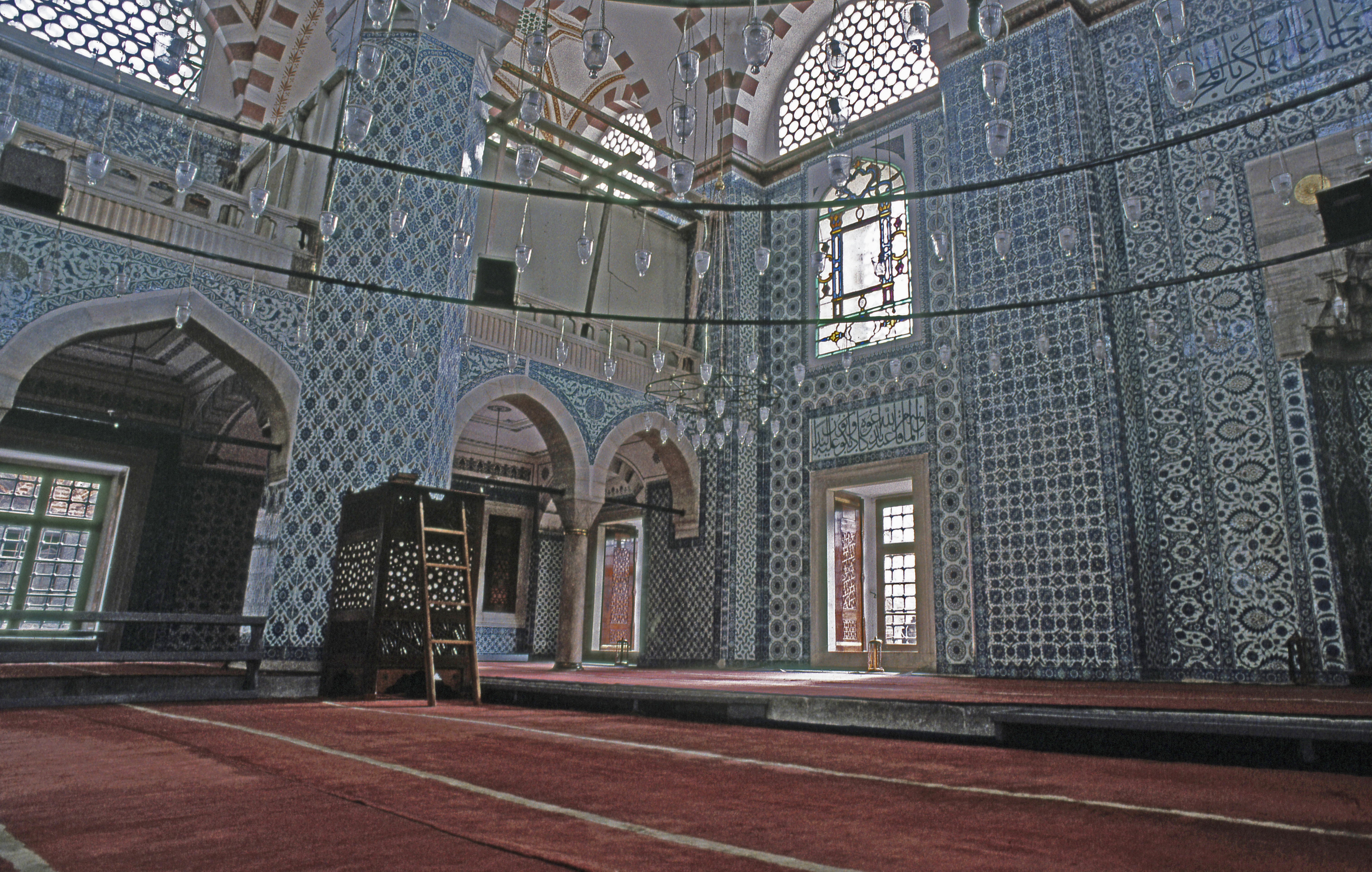
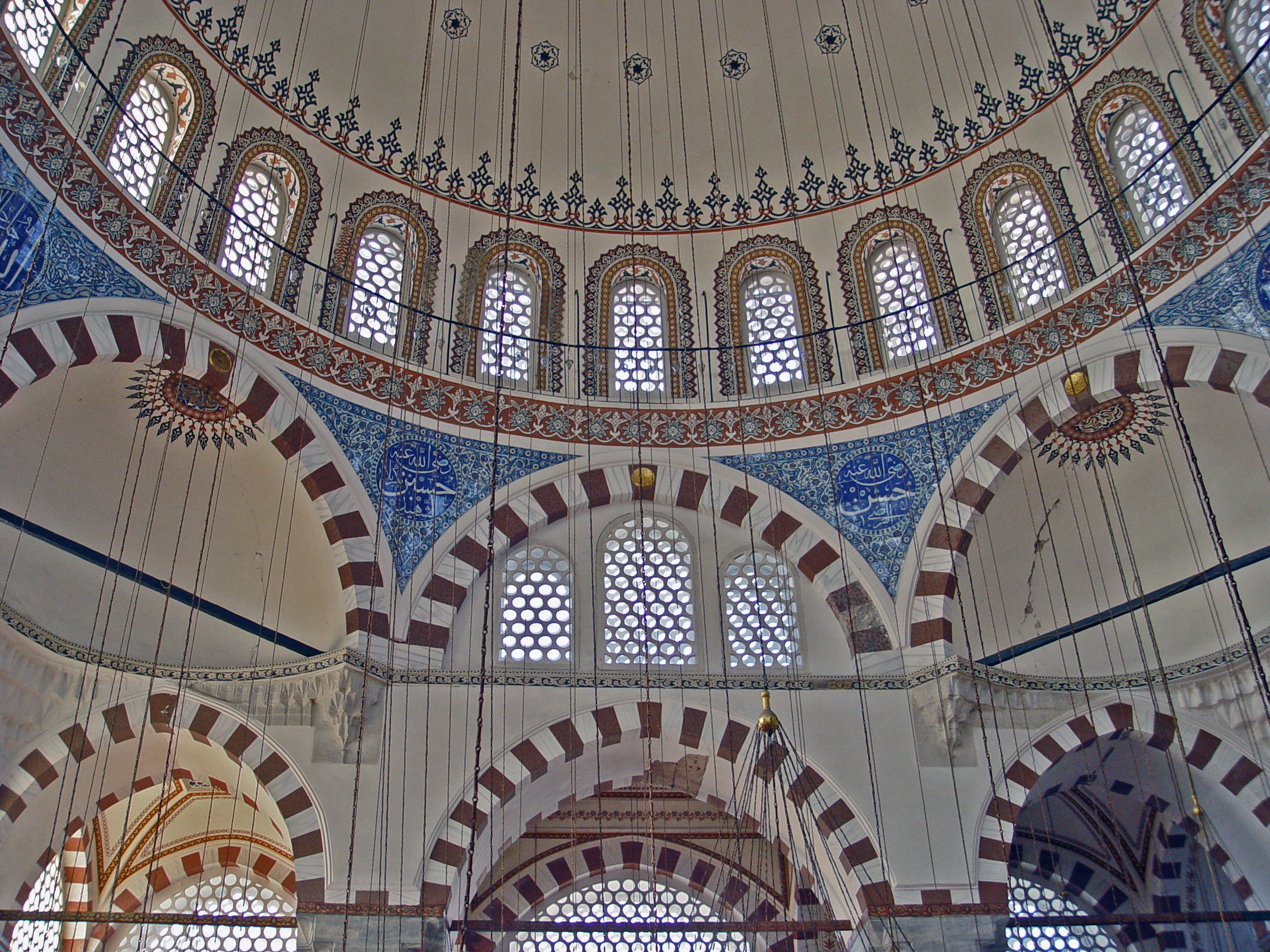
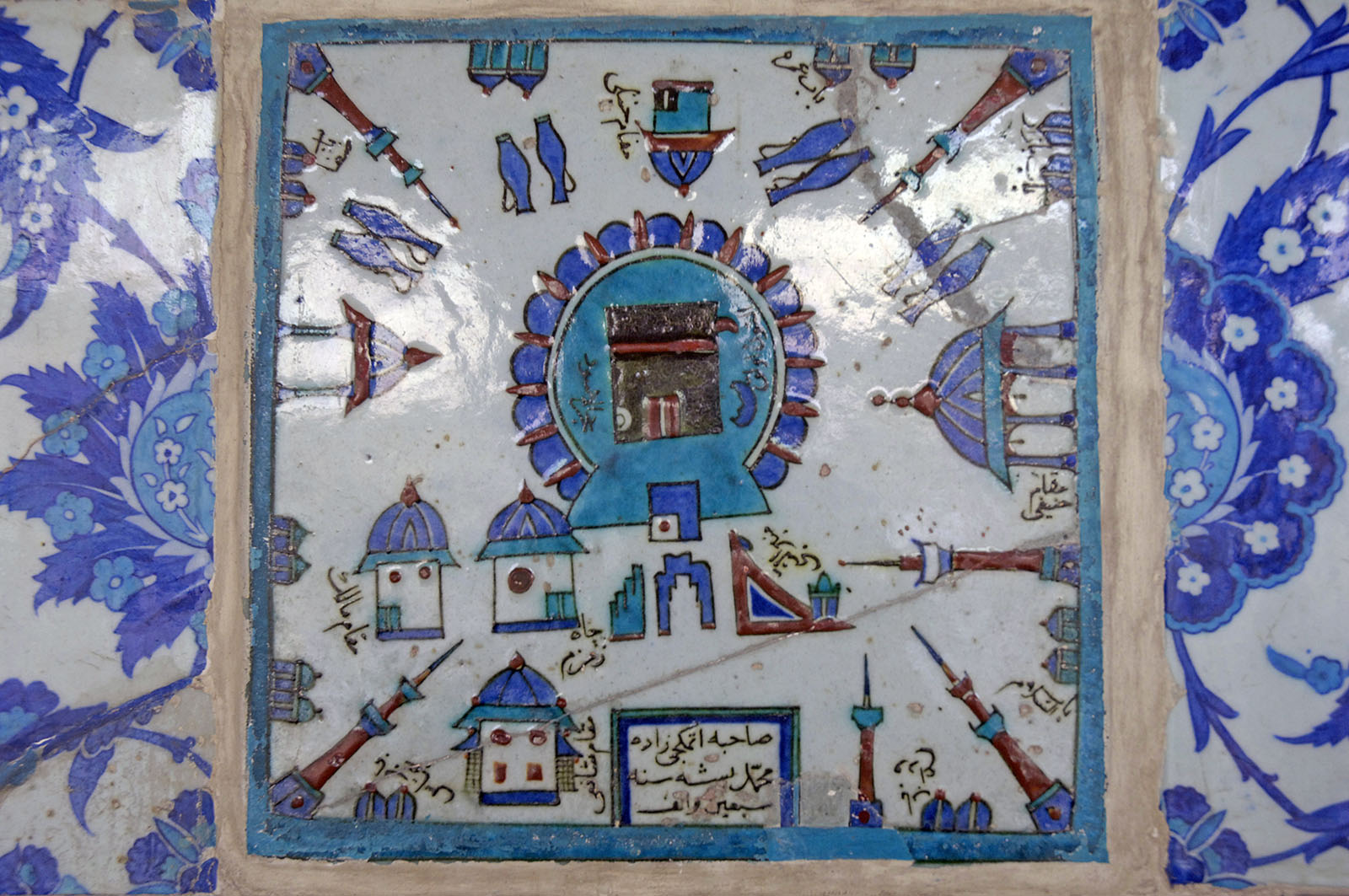
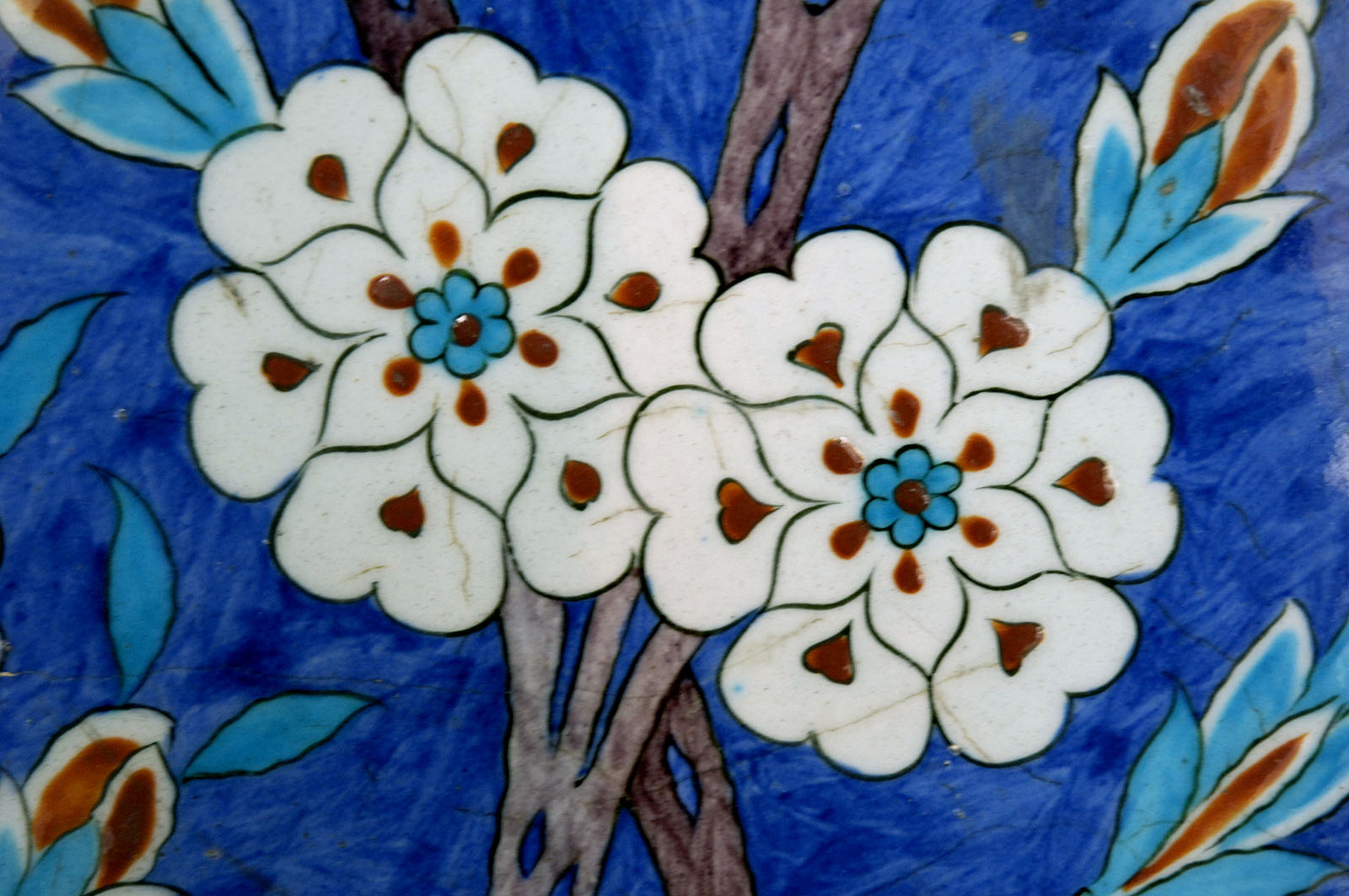
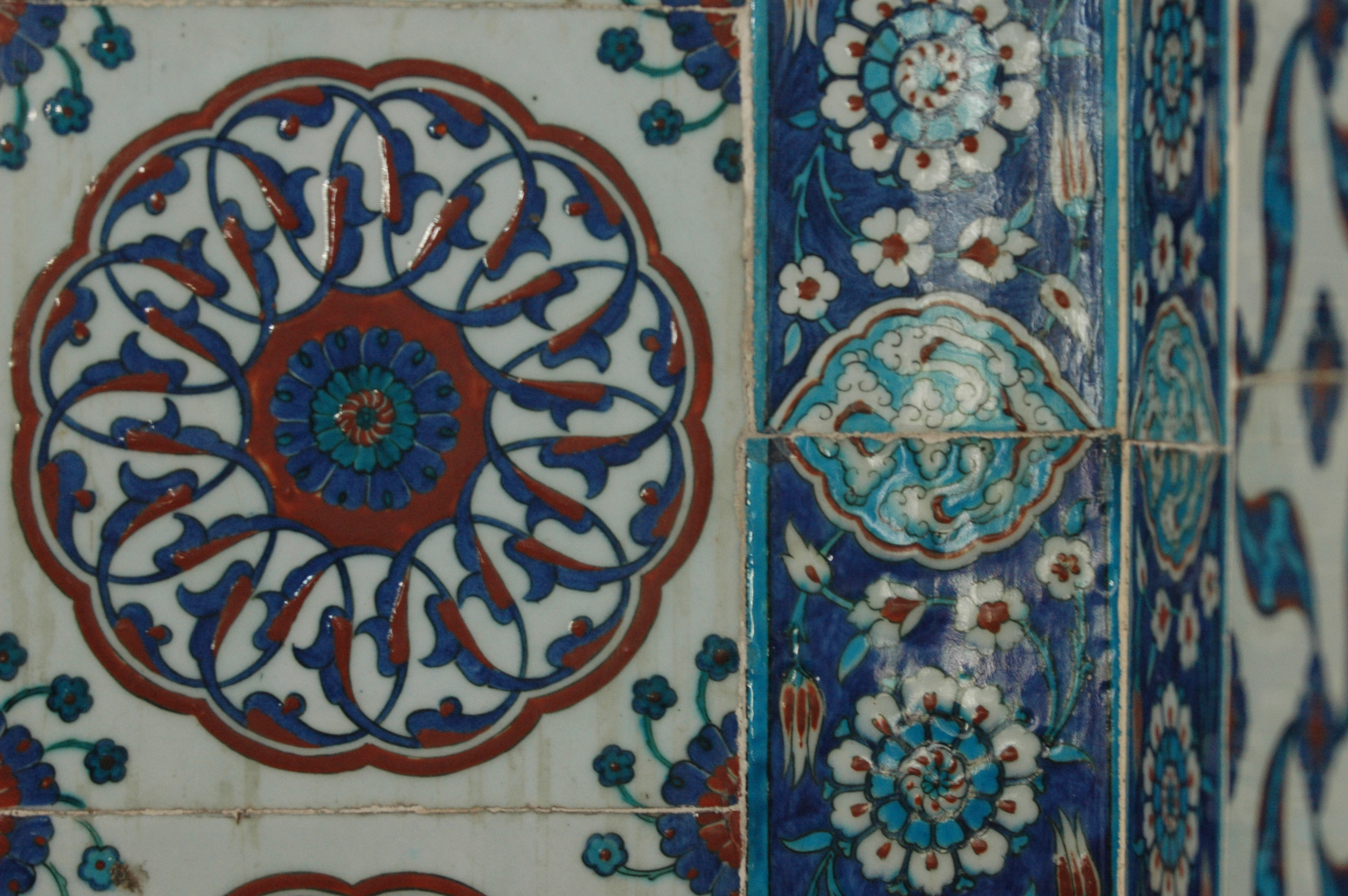
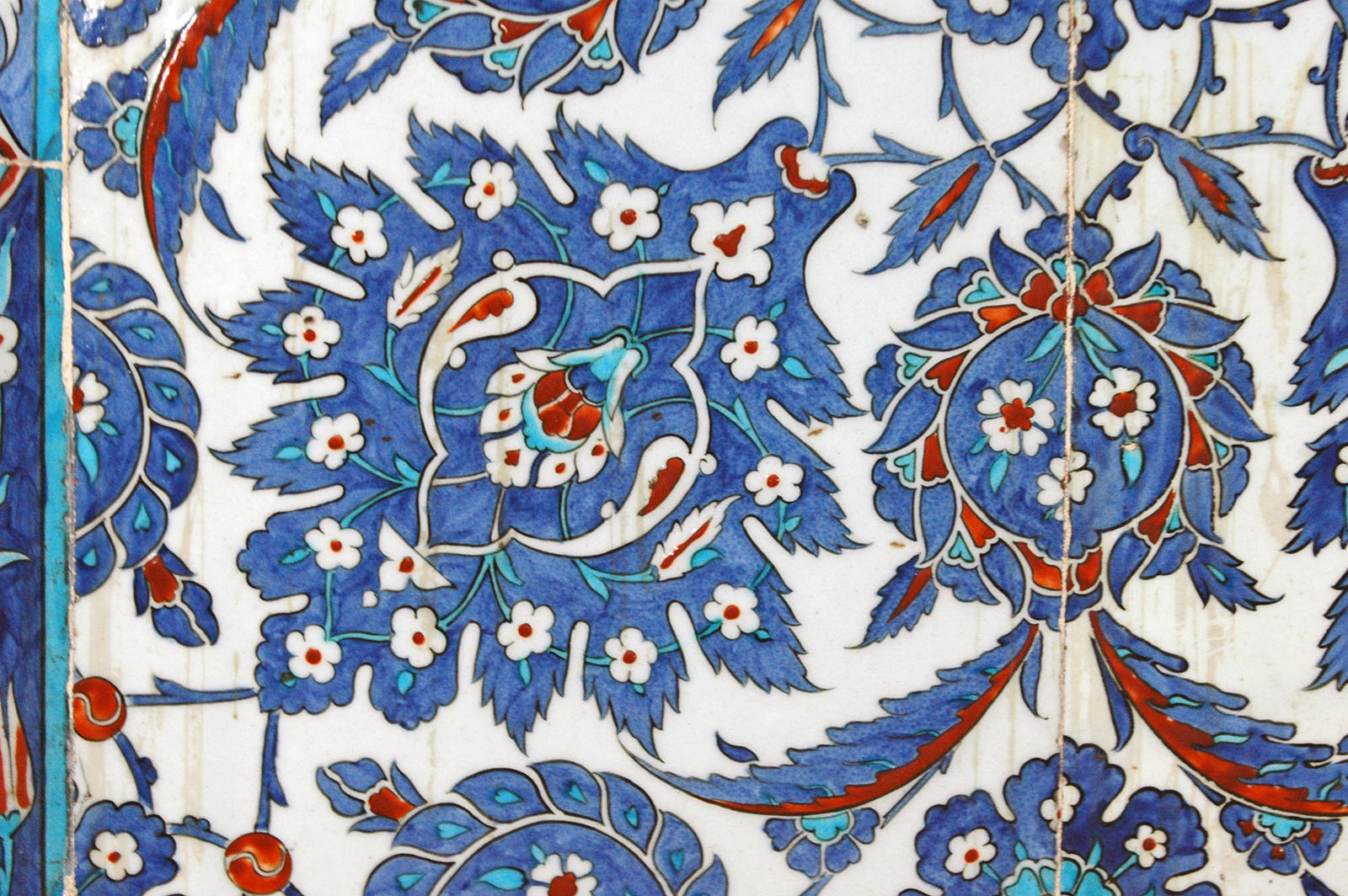
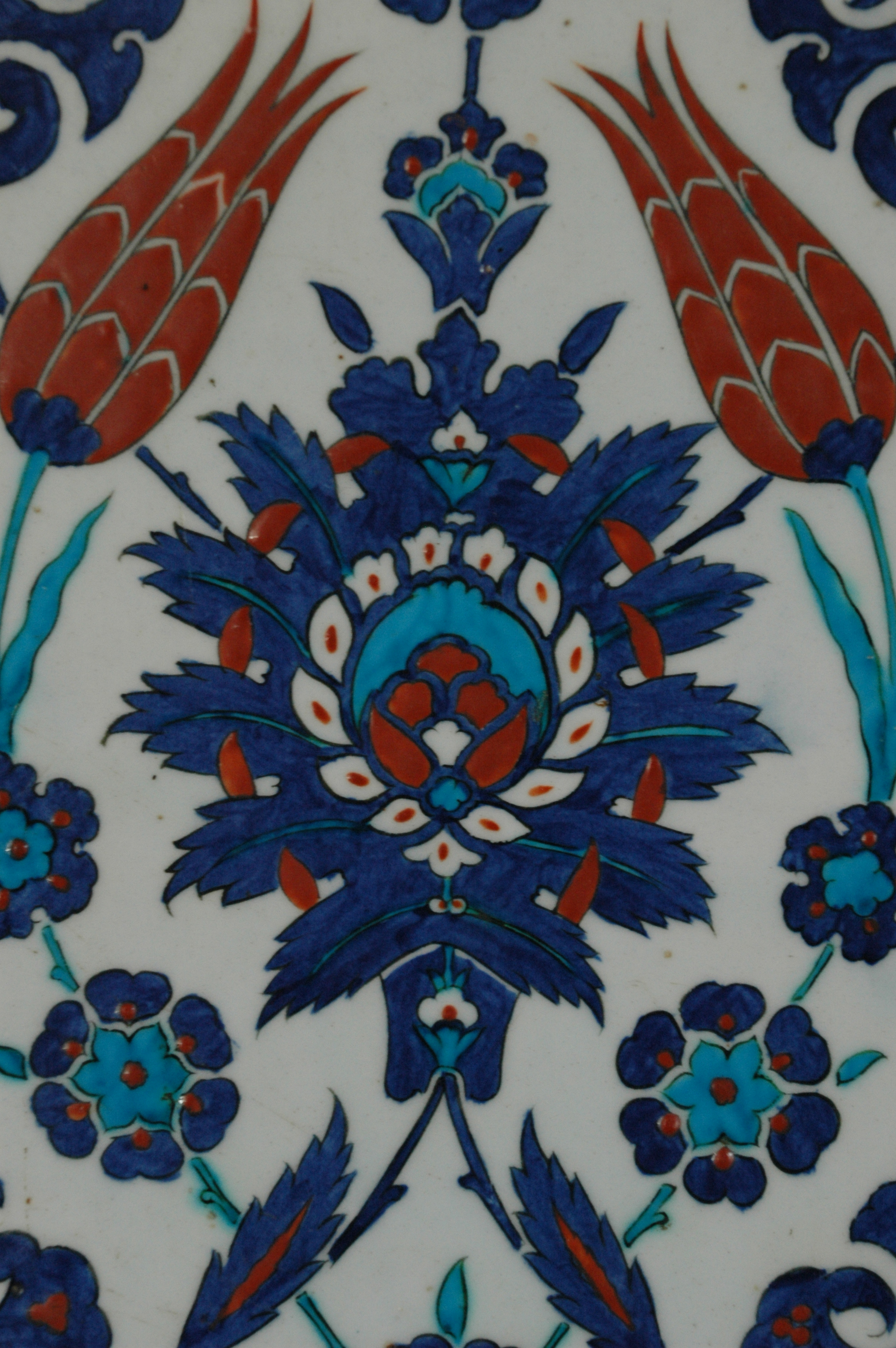
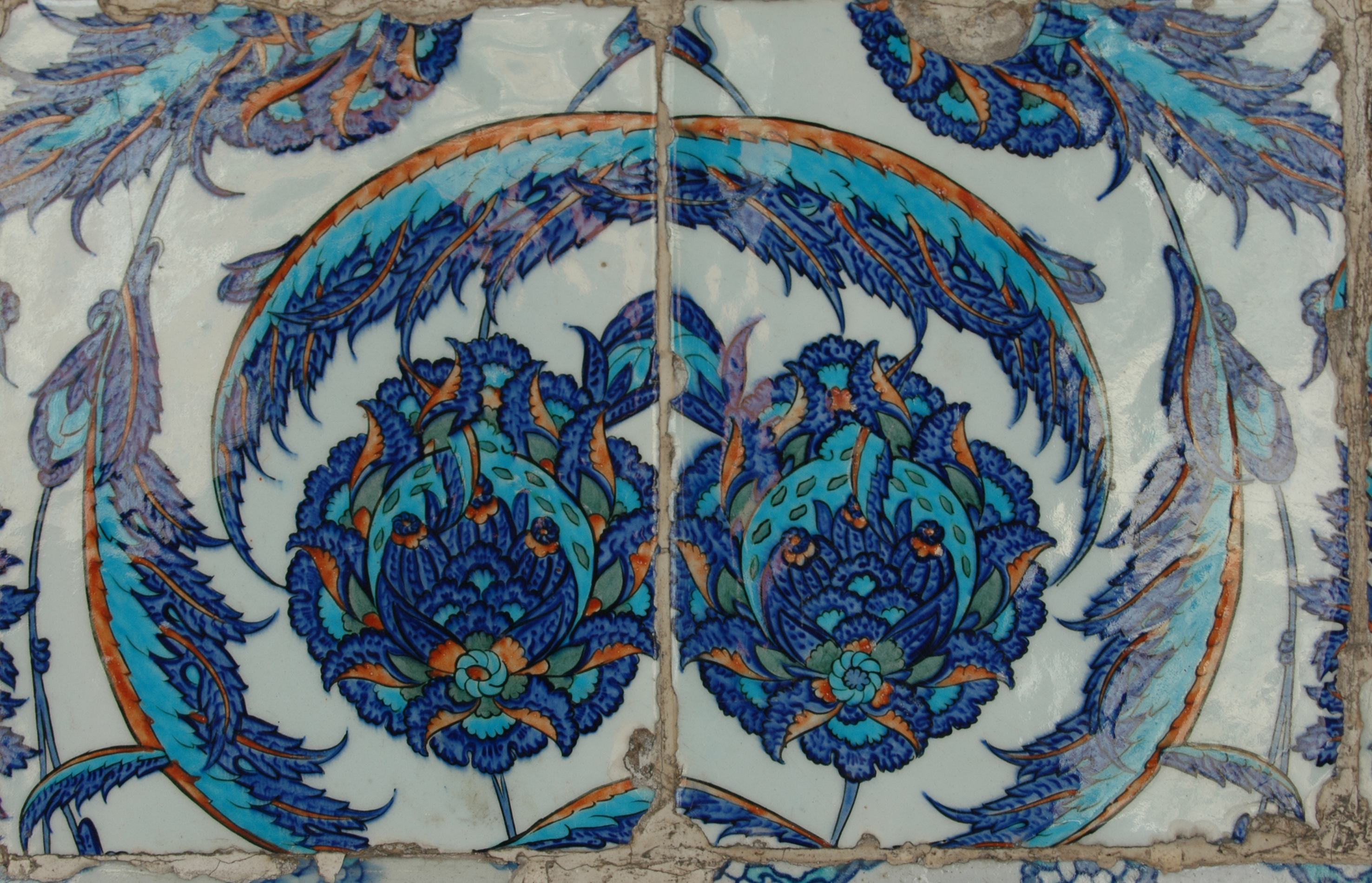